# Silke Ulrich
Silke Ulrich (* 19. Dezember 1987 als Silke Schmidt) ist eine ehemalige deutsche Mountainbikerin, die im Cross-Country aktiv war.

## Werdegang
Mit dem Mountainbikesport begann Ulrich im Jahr 2002, im Jahr 2004 wurde sie Deutsche Junioren-Meisterin im Cross-Country XCO. Von 2008 bis 2012 startete sie im UCI-Mountainbike-Weltcup, ohne zunächst zählbare Erfolge aufzuweisen. 
Nachdem Ulrich bei den Deutsche Mountainbike-Meisterschaften 2012 Vizemeisterin im Mountainbike-Marathon wurde, nahm sie an den Mountainbike-Europameisterschaften im Marathon teil und gewann die Bronzemedaille. Danach konzentrierte sie sich auf den MTB-Marathon. Von 2013 bis 2017 wurde sie viermal Deutsche Meisterin im Marathon und ist gemeinsam mit Sabine Spitz Rekordsiegerin. Daneben erzielte sie Siege und Podiumsplatzierungen bei anderen MTB-Marathons, vorrangig in Deutschland. 
In der Saison 2018 stand Ulrich letztmals in den Ergebnislisten der UCI. 

## Erfolge
2004
- Deutsche Meisterin (Junioren) – Cross-Country XCO

2012
- Europameisterschaften – Marathon XCM

2013
- Deutsche Meisterin – Marathon XCM

2014
- Deutsche Meisterin – Marathon XCM

2016
- Deutsche Meisterin – Marathon XCM

2017
- Deutsche Meisterin – Marathon XCM